# Ondata di freddo del dicembre 1879
L'ondata di freddo del dicembre 1879 fu una delle ondate di freddo più forti degli ultimi 300 anni in Europa occidentale, e in molti luoghi fu il mese più freddo dal 1750.

## Dinamica
Dal 20 novembre 1879 ci fu una colata di aria fredda in Europa che portò gelo e neve. A inizio dicembre ci fu un'intensificazione, con valori glaciali tra il 6 e il 10. In Francia specialmente fu record: -23,9 °C a Parigi centro, -25,6 °C a Parigi Saint-Maur, -30 °C nella foresta di Fontainbleau, -35 °C a Saint-Due, temperature mai più registrate (a Parigi nel XX secolo i -20 °C non vennero mai lontanamente sfiorati). Il freddo continuò per tutto il mese: la Senna gelò in profondità, insieme ad altri fiumi, e a Natale si festeggiò sopra una strato di ghiaccio di 30 cm. A Parigi fu il mese più freddo delle serie storica dal 1750: -7,9 °C di media, seguito dal dicembre 1788, con -6,8 °C. Per fare un raffronto, il febbraio 1956, un mese record per il 1900, ebbe una media di -4,6 °C. 
Nel gennaio 1880 riprese il freddo dal 10, e continuò fino al 7 febbraio, ma molto più attenuato rispetto a dicembre.